# Pierrette Le Corre
Cet article possède un paronyme, voir Pierre Le Corre.
Pour les articles homonymes, voir Le Corre.
Pierrette Le Corre, née Guiart le 1er juin 1916 à Lyon, morte le 12 janvier 2009 à Orsay, est une angliciste, résistante et enseignante française.

## Biographie
Pierrette Louise Amélie Guiart naît le 1er juin 1916 dans le 1er arrondissement de Lyon.
Après le lycée Henri-IV, Pierrette Guiart est admise à l'École normale supérieure en 1937, dont elle est une des 41 élèves féminines avant que le concours ne soit interdit aux femmes en 1940. En 1940, elle est reçue 2e à l'agrégation d'anglais,.
Elle s'engage dans la résistance à Lyon pendant la seconde guerre mondiale sous le pseudonyme de Louise, au sein du mouvement Combat, puis en 1943 dans les Mouvements unis de la Résistance, lors du rattachement de Combat aux MUR,,.
Après la Libération, elle se marie et devient Pierrette Le Corre. Elle enseigne l'anglais en classes préparatoires[Où ?]
Elle meurt le 12 janvier 2009 à Orsay. Elle lègue 1 500 ouvrages aux bibliothèques de l'ENS.

## Publications
- «  Les cent ans de George Bernard Shaw », La Pensée, no 70, novembre 1956.
- Participation à la trad. d'Angela Davis, Angela Davis parle, Paris, Éditions sociales, coll. « Notre temps », 1971, 93 p. (BNF 3519629)[12].
- Participation à la trad. de Michael Meeropol (en) et Robert Meeropol (en), Nous sommes vos fils, Paris, Éditions sociales-Les Éditeurs français réunis, 1975, 364 p.  (ISBN 2-209-05154-1).
- « Actualité de l'antisémitisme », Droit et Liberté, no 387, janvier 1980.
- « Mutations et résistances : l'exemple de la Grande-Bretagne », Recherches internationales, no 11, janvier 1984.
- « En Grande-Bretagne », Économie et Politique, no 130, février 1988.
- « Albion en crise », Révolution, no 529, 20 avril 1990.
- « Winston Churchill », Révolution, no 538, juin 1990.
- « Itinéraire de Graham Greene », La Nouvelle Critique, no 111, décembre 1959, p. 76-92 (lire en ligne).

## Distinction
- Médaille française de la Résistance en 1946 au titre de sa participation en tant que lieutenant dans les Auxiliaires féminines de l'Armée de terre[13]